# Capitán Harlock
Pirata Espacial Capitán Harlock (宇宙海賊キャプテンハーロック Uchu Kaizoku Kyaputen Haarokku?), también conocido como Capitán Harlock (España, parte de Centroamérica, Miami) y Capitán Raimar (Argentina, Ecuador, Chile, Colombia, Costa Rica, Panamá, Perú, Venezuela y Puerto Rico), es un manga escrito e ilustrado por Leiji Matsumoto. Fue serializado en Play Comic desde 1976 hasta 1978, sus capítulos fueron recopilados en cinco volúmenes tankōbon por Akita Shoten. La serie sigue al Capitán titular, un proscrito convertido en pirata espacial después de que se rebeló contra el Gobierno de la Tierra y la apatía general de la humanidad. 
Space Pirate Captain Harlock fue adaptado en una serie de televisión de anime en 1978 dirigida por Rintaro y producida por Toei Animation. Una adaptación en película animada por computadora del mismo nombre fue lanzada en 2013. 
Cabe destacar que Leiji Matsumoto solo escribió 1000 páginas de este cómic, dejando el final abierto y la historia inconclusa. Sin embargo, ayudó a los encargados de la adaptación televisiva para que la primera serie tuviera un final cerrado. Así pues, muchas otras animaciones creadas en base al personaje, fueron sacadas de explicaciones que el propio Matsumoto obsequió, dándole más vida al Capitán Harlock.
En agosto de 2014, para celebrar el 60 aniversario del debut de Matsumoto, se lanzó una manga recontando la historia original, Captain Harlock: Dimensional Voyage, ilustrado por Kōichi Shimahoshi, que presenta algunas diferencias significativas con la trama original.

## Argumento
La serie de shonen está basada en un mundo futurista, donde la humanidad ha dejado las ansias de conquista que le hicieron expandirse por todo el universo. Dedicados al ocio y entretenimientos varios, los hombres no son capaces de soportar la carga de sus vidas, exentas de obligaciones. Sin embargo, muchas personas, que veían malgastadas sus vidas en una Tierra inerte de esperanzas y sueños, se embarcaron de nuevo en naves, para surcar el universo en ellas. Y el gobierno terrestre, criticando esta conducta, los tacha de piratas y criminales. Así nace la figura de los piratas espaciales, que a finales del tercer milenio, surcaban el espacio.
Todo empieza cuando una gran esfera negra choca en la Tierra. El profesor Daiba junto a su hijo Tadashi descubren que este objeto ha sido enviado por las Amazonas, una especie extraterrestre que planea invadir la Tierra. Sin embargo, nadie del gobierno cree estos hechos y toman la esfera como algo casual e insignificante. Incluso cuando el profesor Daiba es asesinado, nadie hace nada. Esto enfurece a Tadashi, que ve como única solución, embarcarse en la Arcadia, pedirle ayuda al Capitán Harlock y juntos combatir a las Amazonas y así poder vengar a su padre.
Pero poco a poco, Tadashi descubre que la tripulación y el mismo Harlock tienen sus propios motivos para luchar, al igual que Raflesia, Reina de las Amazonas. Así pues, la Guerra por la Tierra no solo sirve para proteger el planeta o conquistarlo, sino para descubrir que hay detrás de estos hechos.

## Personajes

### Principales

#### Tierra
- Harlock: El Capitán Harlock es el arquetipo del héroe romántico, a su alrededor gira la nostalgia. Un idealista nacido en una época errónea y en una sociedad que no le comprende, por lo que elige estar fuera de la ley para llevar el estilo de vida que desea. Una vida que él y sus compañeros piratas espaciales conciben como libre, pues el mundo ha perdido con la comodidad de una vida futurista, su criterio e instinto de supervivencia. Teniendo en cuenta que Tadashi toma el protagonista clásico (joven que emprende una aventura, alcanzando la madurez por el camino y alzarse como héroe), a Harlock lo podríamos tratar como mentor de este. Aunque la definición más exacta debiera ser Héroe ya formado, dado que ya es un personaje madurado, y ejemplo a seguir por el resto de equipo. Por ello, el pasado de Harlock toma más importancia, ya que el espectador no busca en él la respuesta de cómo se forma el héroe, sino cómo se formó. Y describiendo el pasado (y por lo tanto el presente del personaje), resalta la figura de los amigos desaparecidos, en este caso Tochiro Oyama y Emeraldas. Así pues, se explica el ambiente nostálgico que se percibe en la serie, dando a entender que para muchos personajes hubo tiempos mejores. Esto, aunque parezca evidente, dado que están en una guerra, se resalta especialmente en varios capítulos dedicados a personajes secundarios. Así pues, con Harlock a la cabeza, la nave espacial nombrada Arcadia, es el punto de reunión de personajes que dejando atrás la vida que llevaban, se embarcan en la aventura de luchar por el planeta Tierra, guiados por principios propios.

- Tochiro Oyama (大山トチロー Ōyama Tochirō): Un viejo amigo de Harlock, quien fue el ingeniero y jefe de construcción de la Arcadia. Murió de una enfermedad pidiendo el favor a Tetsurō Hoshino Galaxy Express 999 para que terminara con su sufrimiento, su conciencia sobrevive dentro de la computadora de la nave.

- Mayu Oyama (大山まゆ Ōyama Mayu): La hija de Tochiro Oyama y Reina Emeraldas (referida en esta serie como Emeralda). Harlock la toma bajo su cuidado después de la muerte de Tochirō y la partida de Emeraldas, pero ella no puede quedarse con Harlock debido al deseo de Tochirō de que permanezca en la Tierra.

- Profesor Tsuyoshi Daiba: El padre de Tadashi Daiba, un astrónomo y científico. Fue uno de los pocos científicos que atisbaron la amenaza del extranjero y trató de advertir al gobierno de la Tierra antes de ser asesinado por las Amazonas. Tadashi, afectado por el asesinato de su padre, se unió a la tripulación de la Arcadia en busca de venganza.

- Comandante Mitsuru Kirita: El líder de las fuerzas de defensa de la Tierra, es un gran enemigo de Harlock y no se detendrá ante nada para tratar de eliminarlo. A muy temprana edad, Kirita sufrió la pérdida de su padre, un agente secreto del gobierno, durante una nefasta misión, seguido por su madre y su hermana menor Tami. Sin embargo, en la serie animada, al final comprende que Harlock está luchando contra las Amazonas defendiendo a la tierra y se une a él.

- Emeralda: Ella es la amante de Tochiro y la madre de Mayu. Ella decide usar una nave espacial para seguir el ataúd de Tochiro en el espacio después de su muerte. Ella es una versión temprana de Emeraldas que jugaría un papel más importante en las obras posteriores de Leiji Matsumoto.

#### Tripulación de la Arcadia
- Tadashi Daiba : Daiba es el sustituto del público, la puerta de entrada al mundo de Harlock. El hijo de 14 años de un científico que fue asesinado por las Amazonas, se unió a la tripulación del Arcadia después de la muerte de su padre. Perdió a su madre en un desastre en la luna neptuniana Tritón cuando sus súplicas de ayuda fueron ignoradas por el gobierno indiferente. Tadashi a veces está en conflicto con Harlock al comienzo de la serie, pero se convertiría en parte del equipo de confianza de Harlock a medida que la serie avanza.
- Kei Yuki : Una joven mujer con cabello rubio que ya era parte de la tripulación de Harlock en el momento en que Tadashi subió a bordo. Conoció a Harlock por primera vez cuando allanó un barco que la transportaba de regreso a la Tierra como prisionera después de haber agredido a un oficial militar que había menospreciado la muerte de su padre. Hay una ligera insinuación de que ella se enamora de Harlock (aunque esto se haría más definitivo después en la serie SSX), y al principio parece inclinado románticamente hacia Tadashi Daiba, aunque los dos finalmente se instalan en una amistad platónica. Ella es la jefa de navegación y científica de Arcadia y el segundo miembro más joven de la tripulación después de Tadashi.
- Mime : Chica alienígena que toca el arpa sirviendo como la consejera de Harlock a bordo de la Arcadia y fuente de moralidad. Es una gentil y cariñosa mujer, el diseño de su cuerpo recuerda una esbelta humanoide; su especie se caracteriza por el cabello púrpura, la piel azul y los ojos amarillos sin pupila. Más sorprendente aún, su cara no tiene una aparente boca, aunque puede hablar y de alguna manera absorber líquido vertiéndolo donde su boca debería estar. Miime require alcohol como su único sustento (sin intoxicarla);Al ingerirlo hace que su cuerpo emita una luminiscencia biológica. Esta luz también se irradia en momentos de ira; en una ocasión se mostró la luz como un arma de energía. La empatía mental y emocional de Miime hacia los seres sensibles es un rasgo que usa con fines médicos como miembro del personal de enfermería. Durante los momentos de consternación o peligro, ella toca un arpa clásica, y su música infunde serenidad a sus colegas de a bordo, particularmente a Harlock, que en muchas ocasiones le da la bienvenida a la calmada presencia de Miime en su cabina. Ocasionalmente actúa como timonel / navegante de la nave, mostrando un conocimiento sustancial del funcionamiento del Arcadia. Al parecer, su raza fue exterminada cuando la radiación convirtió en depredadores ambulatorios a la flora indígena de su planeta natal, Jura. El Capitán y la tripulación la salvaron del destino de su mundo, predicando su eterna lealtad al capitán de la Arcadia hasta el punto de arriesgar su vida para garantizar su seguridad. Aunque a veces esta relación parece lo suficientemente cercana como para parecer romántica, no queda claro cuáles son los sentimientos de la pareja específicamente. En algunos de los reinicios de la serie, así como en la película cinematográfica del 2010, Miime tiene una apariencia más humanoide con una boca y ojos convencionales.
- Yattaran: El primer oficial de Harlock en la Arcadia, por lo general es retratado como un recurso cómico en la serie, pero cuando una batalla contra las amenazas alienígenas se vuelve inminente, el estará al lado del capitán. También es un matemático brillante y tiene un gran interés en la construcción de maquetas de barcos de plástico (incluso se lo vio construyendo una maqueta de la Arcadia en un episodio). Yattaran está basado en el artista de manga Kaoru Shintani (conocido por el Área 88) que, en su carrera temprana trabajó para Matsumoto construyendo modelos para referencia.
- Doctor Zero: Oficial Médico en Jefe. Al igual que Yattaran, sirve de recurso cómico cuando discute con la cocinera del barco, la señorita Masu, sobre sus incursiones en la cocina de Masu para obtener su bebida favorita, sake. Él tiene un gato llamado Mi-kun (llamado Miaou en la versión francesa), que adoptó después de que la madre del entonces gatito, que estaba herida y aparentemente agonizando, lo llevó a la oficina de Zero, y luego fue traído con Zero a bordo del Arcadia. El gato del Doctor Zero, Mi-kun también aparece en Space Battleship Yamato como el gato del Doctor Sado. Mi-kun también realiza apariciones intermitentes en otros animes como La Reina de los Mil Años y Galaxy Express 999. Mi-kun está basado en el propio gato de Matsumoto, el último de los cuales se llama Mi-kun III.
- Maji: Ingeniero en Jefe del Arcadia.
- Señorita Masu: Jefa Administrativa. Masu Tsunajima es una solterona malhumorada que no tolera que su cocina sea asaltada por el Doctor Zero o su gato. Ella también es un personaje cómico en la serie, a pesar de que en su historia de trasfondo tenía la intención de casarse con su novio, Gozo Otowara, antes de que las circunstancias impidieran que la boda tuviera lugar. Masu creía que la habían plantado, hasta que supo la verdad años más tarde y se reconcilió con Gozo en un breve mensaje antes de que las Amazonas mataran a Gozo.

#### Las Amazonas
Las Amazonas (Mazone en el original japonés), los principales villanos de la serie original de 1978, son una especie vegetal inteligente con apariencia humanoide femenina. Si bien algunas tienen forma masculina, su aparente género es superficial y no funcional, debido a que son una especie asexuada. Curiosamente, cuando una Amazona muere, su cadáver se quema espontáneamente hasta que se desvanece por completo.
- Reina Raffresia: La monarca reinante de las Amazonas, está decidida a llevar a su pueblo a hacer de la Tierra su nuevo hogar tras la destrucción de su planeta de origen. Tan cruel como hermosa, Rafflesia fue una vez una gobernante sabia y amable, pero la situación de su gente la lleva a cambiar a peor a medida que avanza la serie. Inicialmente, no veía a Harlock como una gran amenaza e incluso le salva la vida al principio, pero luego se arrepintió. Enfrentado con un plan para secuestrar a Mayu Oyama como medio para atraer a Harlock, Rafflesia se resiste al principio, considerando tal táctica como poco ética en el mejor de los casos, pero luego acepta ante la amenaza de la Arcadia para las Amazonas, lo cual luego causa discordia entre los invasores alienígenas. Durante un enfrentamiento final contra Harlock, finalmente se descubre que Rafflesia no es Amazona, sino humana. Después de derrotarla en el duelo, Harlock permite a Rafflesia abandonar la Tierra con su gente y establecerse en otro lugar. Su nombre proviene de Rafflesia, un género de plantas parásitas a veces también denominado "Flor de cadáver".
- Comandante Cleo: La comandante de la Armada Real Amazona y confidente de la Reina Raffresia, secuestra a Mayu para llamar la atención de Harlock. Cleo es más tarde asesinada por Tadashi Daiba.

- Comandante Casandra: La despiadada comandante del Tercer Cuadrante de la Armada Real Amazona, está dispuesta a utilizar tácticas deshonrosas con tal de ganar batallas, incluido el uso de la flota civil de las Amazonas como escudos contra los ataques de la Arcadia, una táctica ideada tras la destrucción de una nave civil que ella intentó proteger, la cual Harlock erróneamente creía que era una nave de comando Amazon. Ella muere cuando Harlock atrae la fuerza principal de la flota con su plataforma móvil de reparación, dejando la nave de Cassandra abierta a un ataque indefendible.

- Shizuka Namino: Una espía de las Amazonas haciéndose pasar por la secretaria del primer ministro de la Tierra. Ella intenta asesinar al primer ministro y hace que Kiruta se culpe por el hecho, luego saca a Kiruta de la prisión e intenta buscar refugio en la Arcadia, con la intención de sabotear la nave desde adentro. Harlock descubre los orígenes de Shizuka y posteriormente le otorga asilo en su barco después de que la reina Rafflesia la abandona y luego ordena que sea asesinada. Incapaz de regresar a la caravana Amazona, Shizuka, mostrando admiración por las nobles acciones de Harlock al llevarla a bordo, lo obliga a matarla en lugar de enfrentar una muerte segura en manos de las Amazonas. Harlock más tarde le dice a Kiruta, quien tenía sentimientos por Shizuka, que ella había muerto como una heroína luchando contra las Amazonas, sin revelarle nunca que ella era una Amazon. Shizuka regresaría más tarde en la serie Endless Odyssey OVA 2002 como la asistente holográfica del profesor Daiba (aparte de tener cabello oscuro en esa serie en lugar del pelo rojo que tenía en la serie Space Pirate, se veía igual en ambos shows, pero se supone sean diferentes personajes en las dos series).

- Comandante Lora: Es la comandante de la Estación Espacial 1 de las Amazonas situada en el planeta Venus, de apariencia tranquila pero con una retorcida mente. Es capaz de controlar mentalmente a los humanos mediante ilusiones.

## Naves

### Arcadia
La nave Arcadia toma un especial protagonismo en la historia. Más allá de la montura del héroe, como pudo serlo el Halcón Milenario en Star Wars o La U.S.S Enterprise NCC 1701 en Star Trek, la Arcadia se vuelve un misterio ante los ojos de sus propios tripulantes, y de sus enemigos. A esto se añade que la nave es el único vestigio del pasado de Harlock, La Arcadia termina siendo el punto común en torno al cual gira toda la historia.
Quizás el tema más interesante es lo que se denominó el Pasajero número 42. Cuando Raflesia y las Amazonas investigaron la Arcadia, averiguaron que Harlock poseía 40 subalternos, que junto a él, forman 41 tripulantes. Sin embargo, la tecnología de detección de las Amazonas, siempre daba a entender que dentro de la Arcadia había 42 seres vivos inteligentes. Al final, se da a entender que el alma de Tochiro Oyama, antiguo y leal amigo del capitán es el espíritu que anima la nave y revive.

## Lista de episodios
| #  | Título | Estreno                  |
| -- | --- | ------------------------ |
| 01 | «La bandera pirata ondea en el espacio» «Uchuu ni hatameku kaizoku ki» (宇宙にはためく海賊旗)                                                  | 14 de marzo de 1978      |
| 02 | «Mensaje desde lo desconocido» «Michi kara no messeeji» (未知からのメッセージ)                                                                 | 21 de marzo de 1978      |
| 03 | «La mujer que arde como el papel» «Kami no you ni moeru onna» (紙のように燃える女)                                                             | 28 de marzo de 1978      |
| 04 | «¡Bajo la bandera de la libertad!» «Jiyuu no hata no shita ni!» (自由の旗の下に!)                                                              | 11 de abril de 1978      |
| 05 | «A la orilla de las lejanas estrellas...» «Haruka naru hoshi no ni...» (はるかなる星の涯に･･･)                                                 | 18 de abril de 1978      |
| 06 | «Las Amazonas fantasmales» «Maboroshi no Mazoon» (幻のマゾーン)                                                                                | 25 de abril de 1978      |
| 07 | «La pirámide del fondo del mar» «Kaitei no piramiddo» (海底のピラミッド)                                                                       | 2 de mayo de 1978        |
| 08 | «La flota espacial de la reina» «Joou no uchuu kantai» (女王の宇宙艦隊)                                                                        | 9 de mayo de 1978        |
| 09 | «Las horribles plantas vivientes» «Senritsu no shokubutsu seimeitai» (戦慄の植物生命体)                                                        | 16 de mayo de 1978       |
| 10 | «Aproximándonos al planeta misterioso» «Nazo no wakusei ni semare» (謎の惑星に迫れ)                                                            | 30 de mayo de 1978       |
| 11 | «Cuando Lola brilla como el oro» «Roora ga kiniro ni kagayaku toki» (ローラが金色に輝く時)                                                     | 6 de junio de 1978       |
| 12 | «Mamá, sé eterna» «Haha yo, eien nare» (母よ、永遠なれ)                                                                                        | 13 de junio de 1978      |
| 13 | «El castillo maléfico de la muerte» «Shi no umi no majou» (死の海の魔城)                                                                       | 20 de junio de 1978      |
| 14 | «La treta de la esfinge» «Sufinkusu no bohyou» (スフィンクスの墓標)                                                                            | 27 de junio de 1978      |
| 15 | «¡Amor trágico! Aurora del Polo Norte» «Hiren! Hokkyoku Oorora» (悲恋! 北極オーロラ)                                                           | 4 de julio de 1978       |
| 16 | «Kei: Canción de despedida» «Kei. Wakare uta» (蛍・わかれうた)                                                                                 | 11 de julio de 1978      |
| 17 | «El héroe esquelético» «hakkotsu no yuusha» (白骨の勇者)                                                                                       | 18 de julio de 1978      |
| 18 | «Guerreros de las ilusiones maléficas (Guerreros de las sombras)» «Ma no genei senshi ( shadou sorujaa )» (魔の幻影戦士（シャドウソルジャー）) | 25 de julio de 1978      |
| 19 | «La trampa de la reina Raflexia» «Joou Rafureshia no wana» (女王ラフレシアの罠)                                                                | 1 de agosto de 1978      |
| 20 | «Jura, el planeta de la muerte» «shimetsu no Jura boshi» (死滅のジュラ星)                                                                      | 8 de agosto de 1978      |
| 21 | «¡Gohrum! Guerrero trágico» «Gooramu! Higeki no senshi» (ゴーラム! 悲劇の戦士)                                                                 | 15 de agosto de 1978     |
| 22 | «Sombra de Muerte, el cementerio del espacio» «Uchuu no hakaba, Desushadou» (宇宙の墓場、デスシャドウ)                                         | 22 de agosto de 1978     |
| 23 | «Yattaran, el poema de un amor modelo» «Yattaran, puramo kyou no shi» (ヤッタラン、プラモ狂の詩)                                               | 29 de agosto de 1978     |
| 24 | «La estrella fugaz del amor puro» «Junai nagareboshi» (純愛流れ星)                                                                             | 5 de septiembre de 1978  |
| 25 | «El Doctor Zero y yo» «Dokutaa.Zero to mii» (ドクター・ゼロとミー)                                                                             | 12 de septiembre de 1978 |
| 26 | «Un largo viaje lejano» «Haruka naru nagai tabi» (はるかなる長い旅)                                                                            | 26 de septiembre de 1978 |
| 27 | «La voluntad de la Arcadia» «Arukadia gou no ishi» (アルカディア号の意志)                                                                      | 3 de octubre de 1978     |
| 28 | «La nebulosa de Ulises» «Yurishiizu no seiun» (ユリシーズの星雲)                                                                               | 10 de octubre de 1978    |
| 29 | «Combate a muerte en el planeta de los arcos iris» «Niji no hoshi no shitou» (虹の星の死闘)                                                    | 17 de octubre de 1978    |
| 30 | «Mi amigo, mi juventud» «Waga tomo waga seishun» (わが友わが青春)                                                                              | 24 de octubre de 1978    |
| 31 | «La historia secreta de la Arcadia» «Arukadia gou kenzou hiwa» (アルカディア号建造秘話)                                                        | 31 de octubre de 1978    |
| 32 | «La flauta estelar te llama» «Hoshi fue ga yobu» (星笛が呼ぶ)                                                                                  | 7 de noviembre de 1978   |
| 33 | «¡El asalto de un hombre solitario!» «Tatta ichi nin no totsugeki!» (たった一人の突撃!)                                                        | 14 de noviembre de 1978  |
| 34 | «La nana galáctica» «Ginga komori uta» (銀河子守唄)                                                                                            | 21 de noviembre de 1978  |
| 35 | «La mujer de los bellos misterios» «Utsukushiki nazo no onna» (美しき謎の女)                                                                   | 28 de noviembre de 1978  |
| 36 | «La víspera de la batalla final» «Kessen zenya» (決戦前夜)                                                                                     | 5 de diciembre de 1978   |
| 37 | «Lágrimas en el jersey rojo» «Akai seetaa no namida» (赤いセーターの涙)                                                                        | 12 de diciembre de 1978  |
| 38 | «¡Hasta siempre! Mayu» «Saraba! Mayu» (さらば! まゆ)                                                                                           | 9 de enero de 1979       |
| 39 | «¡Coraje! La muerte del comandante» «Souzetsu! Choukan shisu» (壮絶! 長官死す)                                                                 | 16 de enero de 1979      |
| 40 | «Y en aquel entonces, los ángeles cantaron» «Sono toki tenshi wa utatta» (その時天使は歌った)                                                  | 23 de enero de 1979      |
| 41 | «¡Duelo! La reina contra Harlock» «Kettou! Joou tai Haarokku» (決闘! 女王対ハーロック)                                                         | 30 de enero de 1979      |
| 42 | «Hasta siempre, Corsario del espacio» «Saraba uchuu no muhoumono» (さらば宇宙の無法者)                                                         | 13 de febrero de 1979    |

## Doblaje (Seiyuu)
| Personaje                 | Actor original japonés   | "Doblaje" mexicano        | Doblaje español   |
| ------------------------- | ------------------------ | ------------------------- | ----------------- |
| Capitán Harlock           | Makio Inoue/Kan Tokumaru | Salvador Nájar            | Antonio Lara      |
| Tochiro Oyama             | Shunji Yamada            | Jorge Roig                |                   |
| Reina Emeraldas           | Rihoko Yoshida           | Gloria Rocha              |                   |
| Tadashi Daiba             | Akira Kamiya             | Eduardo Tejedo            | Luis Espinosa     |
| Kei Yuki                  | Chiyoko Kawashima        | Dolores Muñoz Ledo        | Marta Tamarit     |
| Mime                      | Noriko Ohara             | Gloria Rocha              |                   |
| Primer Oficial Yattaran   | Kyouju Kusuko            | Eduardo Tejedo            |                   |
| Dr. Zero                  | Jōji Yanami              | Álvaro Tarcicio           | Francisco Garriga |
| Jefe de Ingenieros Maji   | Kenichi Ogata            | Jorge Roig                |                   |
| Señorita Masu             | Noriko Tsukase           | Gloria Rocha              |                   |
| Profesor Tsuyoshi Daiba   | Yonehiko Kitagawa        | Carlos Becerril           | Manuel Lázaro     |
| Mayu Oyama                | Chiyoko Kawashima        | Gloria Rocha              | Vicky Martínez    |
| Comandante Mitsuru Kiruta | Hidekatsu Shibata        | Guillermo Portillo Acosta |                   |
| Zoll                      | Shunji Yamada            |                           |                   |
| Reina Rafflesia           | Haruko Kitahama          | Rosario Muñoz Ledo        |                   |
| Cleo                      | Akiko Tsuboi             |                           |                   |
| Primer ministro           | Jōji Yanami              | Juan Domingo Méndez       |                   |
| Narrador                  | Hidekatsu Shibata        | Juan Domingo Méndez       |                   |

## La Película de Animación CG
El 24 de marzo de 2010, Toei Animation anunció el lanzamiento de la nueva película de Harlock, anunciaron un piloto completo para su planificada adaptación con gráficos generados por computadora de la franquicia de manga y anime Pirata Espacial Capitán Harlock perteneciente a Leiji Matsumoto y Toei, y fue mostrada una imagen preliminar y el personal del proyecto. El autor de Mobile Suit Gundam UC: Harutoshi Fukui, el director de Appleseed: Shinji Aramaki, el diseñador mecánico de Appleseed: Atsushi Takeuchi y el diseñador de personajes de Ninja Scroll: Yutaka Minowa trabajaron en el nuevo piloto de Space Pirate Captain Harlock con Marza Animation Planet (anteriormente conocido como Sega Sammy Visual Entertainment).
El tráiler / piloto oficial fue transmitido en el festival Kawaii-Kon Anime en Hawái el 17 de abril de 2010, como una presentación especial cortesía del Director Shinji Aramaki. Esta fue la primera vez que fue visto en los Estados Unidos. La película de animación CG estaba programada tentativamente para su lanzamiento internacional en 2012.
El 31 de enero de 2013, durante la presentación de su línea de próximas películas, Toei anunció que el anime saldría en otoño del 2013. Según la fuente de noticias Oricon, esta película tiene el presupuesto de producción más alto de Toei Animation a la fecha, con el equivalente a más de 30 millones de dólares.
La película se estrenó en Japón el 7 de septiembre de 2013. También se estrenó en Netflix bajo el título Harlock: Space Pirate con audio en japonés, portugués y español y con subtítulos en inglés, portugués y español.

## Recepción e Impacto Cultural
Harlock ha logrado una notable popularidad. En 1979, el personaje ganó el primer Anime Grand Prix anual por Personaje Favorito. En 2006, Harlock y los personajes de Galaxy Express 999 fueron reconocidos en el tercer conjunto de sellos de correo "Heroes y Heroínas Anime". Harlock ocupó el cuarto lugar en los 10 héroes de anime más icónicos de Mania Entertainment, escrito por Thomas Zoth, quien comentó que "como corresponde a su estado arquetípico, Harlock ha inspirado a muchos otros personajes de manga y anime con su apariencia y conducta estoica".
Varios personajes de anime y manga han sido, de alguna manera, inspirados por la creación de Matsumoto. Naoko Takeuchi se inspiró en las cualidades estoicas de Harlock "fuerte, silencioso, inquebrantable") cuando diseñó el personaje de Tuxedo Mask, mientras que Alex Row, de Last Exile, se inspiró en el Capitán. Incluso se piensa que su diseño de personaje básico es una fuente de inspiración para el personaje de manga Black Jack de Osamu Tezuka. Una parodia de Harlock también aparece en el Proyecto A-ko.
En Italia, el Capitán Harlock se ha convertido en un icono para los grupos neofascistas como CasaPound, que buscan explotar su historia de fondo y la combinan como arte popular para reivindicar sus objetivos nacionalistas. Sin embargo el desprecio del personaje por el conformismo y las normas sociales se describen como los rasgos típicos de un héroe anarquista incluso refiriéndose a la bandera pirata de la Arcadia exclamando: "Está es la bandera de la libertad y la defenderé hasta la muerte", o como en la secuela "La Arcadia De Mi Juventud" cuando lucha contra una raza de extraterrestres humanoides de piel verdosa y cabello azulado, procedentes del planeta "Ilumida", que mantienen una estricta dictadura militar sobre la población humana superviviente. 

### Adaptaciones en otros medios
- Eternity Comics, una publicación de Malibu Comics, produjo una serie de cómics estadounidenses basada en el Capitán Harlock. Fue escrito por Robert W. Gibson e ilustrado por Ben Dunn y Tim Eldred. La historia supuestamente comenzó dos años después de los eventos en Arcadia of My Youth, pero ignora los eventos en Endless Road SSX mientras toma prestados elementos de ellos. Los cómics se suspendieron en 1992 después de que se descubriera que Malibu no tenía los derechos para usar Captain Harlock. Según se informa, el presunto representante de los derechos de Harlock con quien Malibu intercambió dinero resultó ser fraudulento y no estaba de ninguna manera conectado con los dueños de los derechos.
- En abril de 2008, Eight Peaks, una productora surcoreana, anunció que había firmado un contrato de producción conjunta con Genome Entertainment de Japón para producir una película de acción en vivo basada en el Capitán Harlock. El creador original, Leiji Matsumoto, expresó su preocupación por el proyecto, ya que ninguna de las compañías se había puesto en contacto con él para obtener su consentimiento para realizar la película.

### Otras apariciones
- El Capitán Harlock, o personajes indistinguibles de él, han hecho apariciones frecuentes de "Cameos no acreditados" en muchas otras obras de Leiji Matsumoto, incluyendo Galaxy Express 999, Queen Emeraldas y Galaxy Railways como el comodín en una baraja de naipes.
- El Capitán Harlock originalmente estaba destinado a aparecer en el Acorazado Espacial Yamato durante su viaje de regreso desde Iscandar. La idea fue abandonada por una serie de razones que probablemente incluyeron el hecho de que los derechos de Yamato eran en ese momento propiedad del productor ejecutivo Yoshinobu Nishizaki. Esta idea evolucionó hasta simplemente encontrar a Mamoru Kodai (Alex Wildstar) vivo en Iscandar. La idea fue utilizada más tarde en un manga Yamato por Matsumoto donde El Yamato luego se encuentra con Mamoru que asumió la falsa identidad del Capitán Harlock (como se reveló cuando el héroe Susumu Kodai encuentra una copia de un manga del Capitán Harlock entre las pertenencias de su hermano supuestamente muerto).
- En el 2001, Cosmo Warrior Zero presentó una versión de la historia en la que el Capitán Zero, un humano veterano de la guerra mecanizada de la Tierra, es comandado por los Hombres Máquina, que ganaron la guerra y ahora gobiernan la Tierra, para perseguir al Pirata Espacial que sigue resistiendo a los invasores Esta serie se enfoca en Zero y su tripulación de inadaptados mientras toman una misión sin esperanza, luchando contra un enemigo más hábil que también tiene más justificaciones en sus acciones que ellos. Harlock, Tochiro y Emeraldas se presentan mayormente en roles de soporte, y se muestran como un poco más jóvenes que sus encarnaciones anteriores.
- En los juegos de mesa Warhammer 40,000 Roleplay, el legendario pícaro traficante Solomon Haarlock presumiblemente fue nombrado por el Capitán Harlock y por Solomon Kane de Robert E. Howard. Otro miembro de la dinastía Haarlock, Erasmus Haarlock, tiene una serie de similitudes físicas con el Capitán Harlock: el pelo largo desarreglado, un ojo derecho faltante (con un reemplazo cibernético en lugar de solo un parche en el ojo) y cicatrices alrededor de su ojo izquierdo.
- En el episodio "Space Booty" de Megas XLR, el villano es una parodia de Harlock, su nombre es incluso Warlock. Él invita a Coop. Kiva y Jamie en su nave e intentan convencer a Kiva para que se quede con él y se olvide de sus dos amigos.
- Glenn Danzig a menudo usaba una camiseta de calavera y tibias cruzadas del Capitán Harlock cuando estuvo en The Misfits.
- El productor de música electrónica, James Spinney, utiliza a "DJ Harlock" como su alias para la producción y las actuaciones en vivo, y es conocido por usar libremente temas en sus pistas que hacen eco del trabajo de Matsumoto con Daft Punk.
- En la serie de dibujos animados Steven Universe, el personaje Lars Barriga toma una apariencia y un papel inspirados por el Capitán Harlock en el episodio de la quinta temporada "Lars of the Stars".
- En el penúltimo episodio del anime, Magical Project S, también conocido como la versión TV de Pretty Sammy, se ve a la chica mágica Pixy Misa haciendo cosplay del Capitan Harlock, mientras conduce la nave espacial de la Nasa "Endeavour" con un timón de barco mientras vuela hacia el reino mágico de Jurailhelm y emula al famoso capitán.